# Lessing-Schule (Bochum)

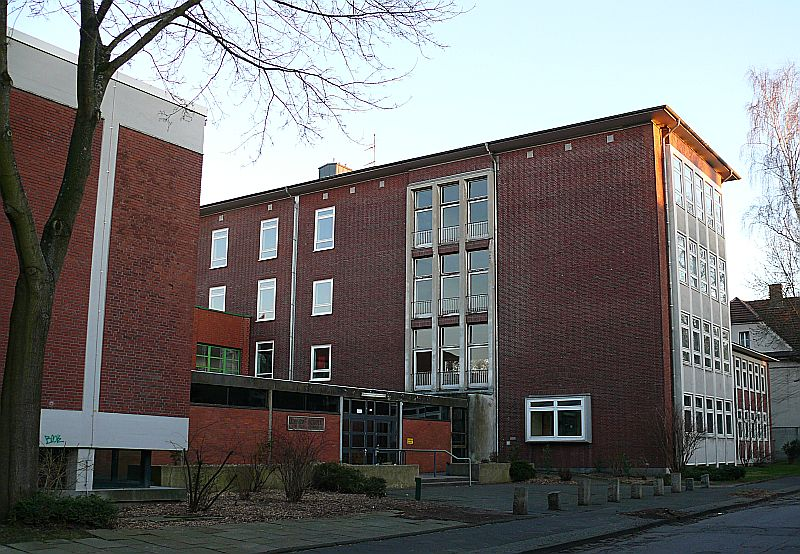
Lessing-Schule

Das Lessing-Gymnasium Bochum ist ein Gymnasium mit derzeit knapp 1000 (Höchststand 1981: etwa 1300) Schülern und damit die größte Schule im Stadtteil Langendreer. Die Schule entstand 1948 auf dem Gelände einer bereits 1890 gegründeten privaten Knabenschule, welche die erste weiterführende Schule in Langendreer war.

## Geschichte bis zum Ende des Zweiten Weltkrieges
Die ursprüngliche Knabenschule war eine öffentliche Rektoratsschule, das heißt, sie verfügte nur über die Jahrgänge Sexta bis Obertertia (5. bis 9. Klasse), die zum Besuch der höheren Schule vorbereiteten. Die verschuldete Privatschule, für welche noch die Räumlichkeiten einer Pfarrei genutzt wurden, ging 1896 in das Eigentum der Gemeinde Langendreer über. Ein eigenes Gebäude erhielt sie 1900 auf dem Gelände des auch heute noch genutzten Schulbereichs. Mit dem Umzug konnte bereits 1901 die Umwandlung zur Realschule, 1909 zum Gymnasium erfolgreich beantragt werden (Angliederung eines Realprogymnasiums). Aufgrund steigender Schülerzahlen wurde der Ursprungsbau 1925 erweitert. Das Reformgymnasium Bochum Langendreer wurde 1937 nach dem Reichspräsidenten Paul von Hindenburg in Hindenburgschule umbenannt.

## Der Wiederaufbau
Die Hindenburgschule war 1945 durch Luftangriffe zerstört worden. Der Betrieb ruhte bis zur Neuerrichtung und Wiedereröffnung 1948, bei dem das Gymnasium seinen aktuellen Namen mit Gotthold Ephraim Lessing als neuem Namenspatron erhielt. 1951 wurden auf Antrag der Elternvertretung auch Schülerinnen im Rahmen der Koedukation zugelassen. In den Jahren 1956 bis 1960 wurde der so genannte Altbau mit Aula und Lehrschwimmbecken fertiggestellt. Von 1977 bis 1980 wurde der Neubau konstruiert, dem eine Zweigstelle der Stadtbücherei angegliedert wurde. Im August 1990 beging die Schule ihre Hundertjahrfeier (offiziell: „100 Jahre höhere Schule in Langendreer“).

## Projekte
Seit 1949 besteht die Vereinigung ehemaliger Schüler der Langendreer Oberschule, seit 1972 der Förderverein an der Lessing-Schule.  Schülerzeitungen waren u. a. Druckreif, Nitro, Die Echte und Laokoon. Seit 1982 werden alljährlich Projektwochen, seit 1984 Betriebspraktika durchgeführt. Seit 2003 nutzt das Lessing-Gymnasium Solarenergie zur Stromgewinnung.
In dieser Form überregional bekannt war die von Karl Linfert geleitete Theater-AG (mit Schwerpunkt Tanztheater), die mehrfach mit den Bochumer Symphonikern und der Deutsch-Rumänischen Gesellschaft zusammenarbeitete und dabei etwa durch Aufführungen im Audimax der Ruhr-Universität Bochum auf außerschulischem Gebiet kulturell eigenständige Leistungen erbracht hat.

## Bekannte Schulangehörige
- Uli Auffermann (* 1960), Schriftsteller, Fotograf und Journalist
- Kai Michalke (* 1976), Fußballspieler
- Matthias Ostrzolek (* 1990), Fußballspieler
- Dirk Raphael (* 1953), Generalarzt, Schüler von 1964 bis 1972
- Marc Rzatkowski (* 1990), Fußballspieler
- Kevin Vogt (* 1991), Fußballspieler
- Daniel Heuer Fernandes (* 1992), Fußballspieler
- Cebio Soukou (* 1992), Fußballspieler
- Wolfgang Welt (1952–2016), Schriftsteller
- Michael Wurst (* 1975), Sänger und Stadionsprecher des VfL Bochum

## Schriften
- Jahres-Bericht : über das Schuljahr ..., 	Langendreer, 1909/10(1910) - 1913/14(1914) Digitalisat